# Sarah Borwell
Sarah Borwell (ur. 20 sierpnia 1979) – brytyjska tenisistka.

## Kariera zawodowa
Podczas Wimbledonu 2005 przegrała w I rundzie z Amerykanką Shenay Perry 2:6, 2:6. Rok później w Birmingham przegrała w II rundzie z Amerykanką Jackson 2:6, 6:7. Na Wimbledonie 2006 przegrała w drugiej rundzie z Serbką Aną Ivanović.
Najwyżej sklasyfikowana na 199. miejscu w grze pojedynczej (10 lipca 2006) i 65. pozycji w grze podwójnej (9 sierpnia 2010).

## Wygrane turnieje rangi ITF
| turnieje z pulą nagród 100 000 $ |
| turnieje z pulą nagród 75 000 $  |
| turnieje z pulą nagród 50 000 $  |
| turnieje z pulą nagród 25 000 $  |
| turnieje z pulą nagród 15 000 $  |
| turnieje z pulą nagród 10 000 $  |

### Gra pojedyncza
|    | Data       | Turniej    | ($)    | Naw.      | Finalistka           | Wynik         |
| 1. | 19/03/2006 | Scheffield | 10 000 | twarda    | Nadja Roma           | 4:6, 6:1, 6:4 |
| 2. | 21/07/2007 | Frinton    | 10 000 | trawiasta | Jade Curtis          | 6:4, 1:6, 6:3 |
| 3. | 23/03/2008 | Bath       | 10 000 | twarda    | Stéphanie Vongsouthi | 6:4, 7:6(5)   |